# Xã California, Quận Starke, Indiana
Xã California (tiếng Anh: California Township) là một xã thuộc quận Starke, tiểu bang Indiana, Hoa Kỳ. Năm 2010, dân số của xã này là 2.011 người.